# Coelichneumon eximius
Coelichneumon eximius är en stekelart som först beskrevs av Stephens 1835.  Coelichneumon eximius ingår i släktet Coelichneumon och familjen brokparasitsteklar. Inga underarter finns listade i Catalogue of Life.